# Heaven's a Lie
Heaven's a Lie  è un singolo del gruppo musicale italiano Lacuna Coil, pubblicato nel 2003 come primo estratto dal terzo album in studio Comalies.

## Descrizione
Il brano è stato spesso etichettato erroneamente come anti-religioso. In un'intervista la cantante Cristina Scabbia ha spiegato che la canzone parla metaforicamente delle persone che impongono le opinioni altrui agli altri. Il cantante Andrea Ferro durante i concerti dedica la canzone a chi si batte per la libertà.

## Video musicale
Esistono tre videoclip per il brano. Il primo diretto da Luigi Sabadini, mostra la band durante le registrazioni di Comalies. Il secondo girato a Los Angeles dal regista statunitense Chade Seide mostra il gruppo esibirsi in una casa cupa. Il terzo, realizzato per promuovere i Lacuna Coil negli Stati Uniti d'America, è diretto dallo svedese Patric Ullaeus ed è ambientato in un'armeria abbandonata e fa un largo uso di CGI.

## Formazione
- Cristina Scabbia – voce
- Andrea Ferro – voce
- Marco Coti Zelati – basso
- Marco Emanuele Biazzi – chitarra
- Cristiano Migliore – chitarra
- Cristiano Mozzati – batteria